# Asgard (Marvel Comics)
Asgard è un luogo fittizio dei fumetti creato da Stan Lee, Larry Lieber (testi) e Jack Kirby (disegni), pubblicato dalla Marvel Comics. La sua prima apparizione avviene in Journey into Mystery (Vol. 1) n. 83 (ottobre 1962).
Ispirato all'omonimo regno della mitologia norrena, Asgard è la dimora degli dei asgardiani e delle altre creature del pantheon scandinavo comprimarie delle storie di Thor. Il nome "Asgard" indica sia il regno che la sua capitale, nonché il planetoide su cui sorge ma, generalmente, è un termine utilizzato per indicare eufemisticamente l'intera dimensione in cui è localizzato; diversa da Terra-616 (la Terra dell'Universo Marvel) e collegata ad essa e agli altri Nove Regni grazie a un portale mistico noto come Ponte dell'Arcobaleno (Bifrǫst).

## Storia
Stando alle leggende asgardiane, in principio esisteva solo il nulla ma, in seguito, due mondi sono emersi agli angoli estremi del vuoto: a nord Niflheim, regno di nuvole e ombre al cui centro è sgorgata Hvergelmir, fonte da cui sono fluiti dodici diversi fiumi di ghiaccio; e a sud Muspelheim, regno delle fiamme dominato da fiumi di fuoco. Quando l'aria calda del sud riesce ad arrivare a nord, erode il ghiaccio portando alla nascita del gigante Ymir e della sua mucca Auðhumla. Ymir genera dal suo corpo i primi Giganti di Ghiaccio mentre Auðumbla lecca il ghiaccio dando vita a un essere di nome Buri (o Tiwaz), che si consuma generando spontaneamente Bor, il quale, assieme alla gigantessa Bestla, genera tre figli: Odino, Vili e Ve; i primi Asi che, successivamente, uccidono Ymir mettendo fine al suo regno di terrore ed affogando nel suo sangue tutta la sua stirpe ad eccezione di Bergelmir, che in seguito fonda Jotunheim. I tre figli di Bor usano poi il cadavere di Ymir per creare un terzo regno, Midgard (la Terra): dal sangue del gigante creano il mare, dalle sue ossa le montagne, dai suoi peli gli alberi e col suo cranio il cielo dopo averlo riempito con scintille di Muspelheim che divengono il Sole, la Luna e le stelle. Sistemato il nuovo regno al centro di quelli già esistenti, Odino, Vili e Ve ne creano un quarto in cui stabilirsi con la loro discendenza; tale regno prende il nome di Asgard e viene posizionato esattamente al di sopra di Midgard, a cui è collegato tramite il Ponte dell'Arcobaleno (Bifrǫst).
Non è noto quanto vi sia di vero in tale leggenda fatto sta  che il regno di Asgard è riverito e temuto da tutti gli altri e, spesso, quando Odino cade nel suo proverbiale periodo annuale di sonno per recuperare le forze lasciando il regno vulnerabile, eserciti o creature provenienti da regni nemici hanno tentato di impadronirsene; ad esempio il mostro Mangog, il demone Surtur o il "Dio delle Malefatte" Loki. In passato, Asgard è inoltre stata coinvolta in una guerra con il Paradiso, culminata con la cancellazione di tale piano di realtà sia da Yggdrasill che dalla memoria degli altri Nove Mondi a causa del rapimento, e presunto omicidio, dell'ultimogenita di Odino, Aldrif.
Dopo che Odino muore in battaglia contro Surtur, il trono di Asgard passa a Thor finché Loki non scatena Ragnarǫk provocando la distruzione del regno e la morte di tutti gli asgardiani resuscitati solo molto tempo dopo dal rinato Thor, che ripristina il regno a Broxton, Oklahoma, dove resiste sia all'invasione di un esercito di Super-Skrull durante la loro invasione segreta che all'assedio degli Oscuri Vendicatori di Norman Osborn. Thor è successivamente costretto ad abdicare in favore del fratellastro Balder per via delle macchinazioni di Loki, poco tempo dopo, però, il trono ritorna a Odino.
Quando, al termine della Guerra del Serpente, Thor e Cul (fratello perduto di Odino) si uccidono a vicenda, il "Padre degli Dei" abdica in favore del triumvirato delle "Madri di Tutti" (All Mother), ossia Freiya, Gea e Idunn, che dunque istituiscono una repubblica: Asgardia.

## Regioni
La dimensione di Asgard si suddivide in varie regioni.

### I Nove Regni
I seguenti sono i Nove Regni retti dall'Albero dell'Vita (Yggdrasill):
| Mondo                 | Descrizione |
| --------------------- | --- |
| Alfheim               | Terra degli Elfi Chiari e regione separata del planetoide di Asgard.                                                          |
| Asgard                | Terra degli Asgardiani da cui prende il nome l'intera dimensione.                                                             |
| Hel                   | Regno dei morti senza onore né disonore, governato da Hela.                                                                   |
| Jotunheim (Niflheimr) | Terra dei Giganti di Ghiaccio.                                                                                                |
| Midgard               | Piano d'esistenza della Terra, pur non essendo parte della dimensione, è considerato uno dei mondi poiché connesso ad Asgard. |
| Muspelheim            | Terra dei Demoni di Fuoco, governata da Surtur.                                                                               |
| Nidhavellir           | Terra dei Nani e regione separata del planetoide di Asgard.                                                                   |
| Svartalfheim          | Terra degli Elfi Oscuri, governata da Malekith il Maledetto.                                                                  |
| Vanaheim              | Terra dei Vanir (razza gemella degli Asgardiani) e regione separata del planetoide di Asgard.                                 |

1. ↑  In Original Sin viene svelato ne esista un decimo: il Paradiso, Terra degli Angeli.

### Altri regni
| Regione  | Descrizione                                                                                     |
| -------- | ----------------------------------------------------------------------------------------------- |
| Niflheim | Regno dei morti senza onore e regione strettamente connessa ma separata di Hel                  |
| Valhalla | Regno dei morti con onore e regione strettamente connessa ma separata del planetoide di Asgard. |

## Le sei razze
La dimensione di Asgard è popolata da sei razze umanoidi intelligenti:
| Razze               | Razze               | Persone conosciute |
| ------------------- | ------------------- | --- |
| Asgardiani          | Æsir                | Amora l'Incantatrice, Balder, Bor, Buri, Brunnhilde, Fandral, Heimdall, Hermod, Hildegarde, Hoder, Kelda, Lorelei, Mimir, Odino, Sif, Thor, Tyr, Vidar, Vili, Ve, Volla, Volstagg |
| Asgardiani          | Vanir               | Frey, Frigga, Idunn, Njord, Sigyn |
| Demoni di Fuoco     | Demoni di Fuoco     | Hrinmeer, Skulveig, Surtur |
| Nani                | Nani                | Alfrigg, Brokk, Dvalin, Eitri, Grerr, Throgg |
| Elfi                | Elfi Oscuri         | Alflyse, Grendell, Kurse, Malekith il Maledetto |
| Elfi                | Elfi Chiari         | Aeltri, Hrinmeer |
| Giganti di Ghiaccio | Giganti di Ghiaccio | Angerboda, Farbauti, Gerd, Gymir, Hela, Laufey, Loki, Siingard, Skadi, Skurge l'Esecutore, Solveig, Ymir                                                                          |
| Troll               | Troll               | Ulik, Geirrodur, Ulla, Askella, Gaark, Garrg, Glagg, Grak, Grundor, Kryllk, Muthos, Olik, Targo                                                                                   |
| Altri               | Altri               | Hogun, Hrimhari, Karnilla, Mogul della Montagna Mistica, Tre Norne (Urd, Skuld e Verdandi)                                                                                        |

### Caratteristiche delle razze
- Asgardiani (Asgardians): nonostante per aspetto non si differenzino dagli umani possiedono forza, agilità, velocità, riflessi e resistenza sovrumani (il maschio asgardiano medio può sollevare circa 27.2 t, mentre la femmina 22.7 t) in quanto la loro pelle e le loro ossa sono all'incirca tre volte più dense di quelle di un comune essere umano; motivo per il quale anche il loro peso è in genere almeno tre volte maggiore di quel che sembra. La loro longevità è quasi illimitata e, raggiunta la maturità, il loro invecchiamento si è praticamente cristallizzato (anche grazie alla consumazione periodica delle mele d'oro di Idunn), inoltre sono immuni alle malattie e non possono morire se non venendo uccisi[26].
- Demoni di Fuoco (Fire Demons): creature umanoidi dalla carnagione rossa dotati di capacità fisiche pari a quelle asgardiane; in genere sono poco più grandi di un essere umano (sebbene molti siano anche più grandi), hanno corna, artigli, una coda prensile e, salvo il poter essere uccisi, sono praticamente immortali. Oltre ad avere una pelle completamente ignifuga e ad essere immuni al calore e alle ustioni, i Demoni di Fuoco sono in grado di generare e manipolare il fuoco. La loro debolezza naturale è l’acqua.
- Nani (Dwarves): creature dall'altezza media di 4 ft (1.2 m) contraddistinti dal corpo irsuto, tozzo e tarchiato (indipendentemente dal sesso); sono tutti lavoratori instancabili ed eccelsi artigiani dotati di resistenza e longevità sovrumana nonché, a dispetto delle ridotte dimensioni, di una forza tale da poter affrontare in combattimento anche avversari grossi il doppio di loro e perfino gli abitanti di Asgard. Alcuni dispongono di poteri magici innati[26].
- Elfi (Elves): umanoidi di corporatura snella con arti molto lunghi, sono dotati di caratteristiche fisiche e longevità pari a quelle asgardiane ma di un'agilità più elevata e di poteri magici innati. Gli Elfi Chiari (Light Elves) sono di carnagione bianco pallida e raggiungono un'altezza media di 4 ft (1.2 m), mentre gli Elfi Oscuri (Dark Elves) hanno un incarnato blu scuro e raggiungono l'altezza media di 8 ft (2.4 m). La loro debolezza naturale è il ferro[26].
- Giganti di Ghiaccio (Frost Giants): esseri glabri, di carnagione blu chiara e dall'altezza media di 20-30 ft (6-9 m), a causa delle loro immense dimensioni dispongono di doti fisiche molto maggiori della media degli asgardiani; inoltre non possono morire se non venendo uccisi, sono completamente immune ai danni provocati dalle basse temperature (come ipotermia o congelamento) e possono generare e manipolare il ghiaccio. Talvolta capita che abbiano figli "deformi", ossia di dimensioni umane (come Loki o Skurge). La loro debolezza naturale è il caldo[26].
- Troll (Trolls): creature dall'aspetto scimmiesco con una carnagione arancione-rossastra, una corporatura massiccia, tarchiata e quasi coperta di pelliccia; in media sono alti 7 ft (2.1 m), ma alcuni possono esserlo notevolmente di più. La loro forza fisica è largamente superiore a tutte le altre razze eccetto i Giganti di Ghiaccio[26].

## La flora e la fauna

### Flora
Al centro della dimensione si erge Yggdrasill, l'Albero della Vita, un'immensa pianta di frassino sostenuta solo da tre gigantesche radici che passano per tutti i Nove Mondi affondando nelle loro tre principali falde acquifere, da cui traggono nutrimento: la sorgente di Hvergelmir a Niflheim, la fonte di Mimir a Jotunheim e il pozzo delle Norne ad Asgard. Nonostante Midgard non sia fisicamente connessa a Yggdrasill, il suo asse è perfettamente al centro di quello dell'albero. Sulle fronde di Yggdrasill crescono mele d'oro in grado di allungare la vita, mentre impiccandosi a uno dei suoi rami per nove giorni e nove notti è possibile conseguire una sorta di onniscienza: la "saggezza delle rune". Azione svolta sia da Odino che da Thor. In un'occasione Amora l'Incantatrice ha tentato di distruggere l'albero al fine di liberare il corpo di Skurge l'Esecutore dalle sue radici, azione che ha rischiato di distruggere il tessuto della realtà.

### Fauna
Tra le specie non antropomorfe (o non intelligenti) tipiche della dimensione figurano:
- I draghi: creature antichissime originarie di Nastrond, alcuni sono dotati di parola mentre altri agiscono solo in preda all'istinto; i principali esponenti di tale specie sono Fafnir[30], Hakurel[31] e Níðhöggr (l'enorme serpe che si nutre delle radici di Yggdrasill)[27].
- Le aquile: giganteschi rapaci intelligenti simili alle loro controparte terrestre e organizzati in una civiltà monarchica; i loro esponenti più importanti sono il saggio re Gnori[32] e il guardiano delle mele d'oro Lerad[27].
- Fenris: gigantesco dio lupo vorace e assetato di sangue che si ritiene essere figlio di Loki e della gigantessa Angerboda[23]. Terminato Ragnarǫk Fenris si è cibato dei corpi di tutti gli asgardiani caduti[33].
- Geri e Freki: i due lupi di Odino, suoi fedeli compagni di battaglia nonché guardiani durante il suo sonno.
- Huginn e Muninn: i due corvi di Odino, spesso usati in vece di suoi messaggeri.
- Jormungand (Serpente di Midgard): gigantesco serpente che si ritiene essere figlio di Loki e della gigantessa Angerboda[23], vive nello spazio che circonda Midgard, pronto a nutrirsi di chiunque vi si avventuri[3].
- Ratatoskr: scoiattolo immortale e dotato di parola, vive in una tana al centro di Yggdrasill e fa da messaggero tra l'aquila Lerad e il drago Níðhöggr, residenti agli altri due versanti dell'albero. Da bambino, Thor gli ha fatto spesso visita per ascoltare i suoi racconti[27][28].
- Sleipnir: il destriero a otto zampe di Odino[17], creato dalle ossa degli otto cavalli di Thor, divorati dagli umani in un periodo di carestia[27].
- Tanngnjóstr e Tanngrisnir: le due capre che trainano il carro di Thor[20].

## Altri media

### Cinema
- Asgard è il luogo dove si svolge il film animato Hulk Vs.[34]
- Il film d'animazione Thor: Tales of Asgard è ambientato ad Asgard.
- Nel film Thor (2011), Asgard è l'ambientazione principale mentre Jotunheim e la Terra (Midgard) sono quelle secondarie[35].
- In Thor: The Dark World (2013) l'azione si divide tra la Terra, Asgard e Svartalfheim, ma vengono mostrati Jotunheim, Vanaheim e, per qualche breve istante, anche Muspelheim[36][37].
- Nel film Thor: Ragnarok (2017) di Taika Waititi appaiono sia Muspelheim (dove inizia la pellicola) che Asgard. Nel finale, Thor e Loki evocano il demone  Surtur per distruggere il planetoide di Asgard (dopo averne messo in salvo il popolo) per sconfiggere Hela. Nella stessa pellicola è possibile intravedere il mondo di Hel nel momento in cui la dea della morte viene liberata e nel flashback di Hela contro le valchirie.
- In Avengers: Infinity War (2018) dei fratelli Russo, Thor (accompagnato da Groot e Rocket Raccoon) si reca a Nidavellir per farsi costruire una nuova arma (che poi si rivelerà essere Strombreaker) dal nano Eitri per sconfiggere Thanos. Nella pellicola il mondo dei nani appare come una stella di neutroni attorno a cui gravita la forgia utilizzata dai nani per creare le armi.
- Nel successivo Avengers: Endgame (2019) sempre dei fratelli Russo, i profughi Asgardiani si sono stabiliti sulla Terra ed hanno costruito un insediamento denominato New Asgard in Norvegia, vicino a Tønsberg. L'Asgard originale riappare successivamente durante il viaggio nel tempo di Thor e Rocket Raccoon per recuperare le Gemme dell'Infinito.

### Televisione
- Asgard compare in un episodio de L'Uomo Ragno e i suoi fantastici amici.
- La dimensione asgardiana compare in Super Hero Squad Show.
- Un episodio di The Avengers - I più potenti eroi della Terra si svolge ad Asgard.
- Asgard è un'ambientazione ricorrente di Avengers Assemble.
- In un episodio di Hulk e gli agenti S.M.A.S.H. compare Asgard.

### Videogiochi
- Asgard è un livello di gioco di Marvel: La Grande Alleanza[38].
- In Marvel Super Hero Squad è presente Asgard[39].
- Il videogioco Thor - Il dio del tuono, basato sul film del 2011, è ambientato ad Asgard[40].
- Sia in Marvel vs. Capcom 3: Fate of Two Worlds che in Ultimate Marvel vs. Capcom 3, Asgard è uno degli stage.
- In Marvel Super Hero Squad Online Asgard è una delle ambientazioni.
- Asgard compare in LEGO Marvel Super Heroes.

### Parchi Tematici
- L'attrazione Disneyland Treasures of Asgard, situata all'interno di Innoventions a Tomorrowland, è stata aperta il 1º novembre 2013 e presenta esposizioni di reliquie asgardiane e trasporta gli ospiti nella sala del trono di Odino ad Asgard, dove vengono accolti da Thor[41].